# Condado de Miller (Georgia)
El condado de Miller (en inglés: Miller County), fundado en 1856, es uno de 159 condados del estado estadounidense de Georgia. En el año 2007, el condado tenía una población de 6163 habitantes y una densidad poblacional de 9 personas por km². La sede del condado es Colquitt. El condado recibe su nombre en honor a Andrew Jackson Miller.

## Geografía
Según la Oficina del Censo, el condado tiene un área total de 735 km² (283,8 mi²), de la cual 733 km² (283 mi²) es tierra y 2 km² (0,8 mi²) (0.24%) es agua.

### Condados adyacentes
- Condado de Baker (noreste)
- Condado de Decatur (sureste)
- Condado de Seminole (suroeste)
- Condado de Early (noreste)

## Demografía
Según el censo de 2000,, los ingresos medios por hogar en el condado eran de $27 335, y los ingresos medios por familia eran $31 866. Los hombres tenían unos ingresos medios de $25 995 frente a los $20 886 para las mujeres. La renta per cápita para el condado era de $15 435. Alrededor del 21.20% de la población estaban por debajo del umbral de pobreza.

## Transporte

### Principales carreteras
- U.S. Route 27
- Ruta Estatal de Georgia 1
- Ruta Estatal de Georgia 45
- Ruta Estatal de Georgia 91
- Ruta Estatal de Georgia 273
- Ruta Estatal de Georgia 310

## Localidades
- Boykin
- Colquitt